# S-178
El S-178 fue un submarino diésel del Proyecto 613B (OTAN: clase Whiskey) de la Armada Soviética. El 21 de octubre de 1981, en el Mar de Japón, el submarino bajo el mando de Valery Marango fue embestido por un buque de carga. La colisión mató a 32 marineros.

## Hundimiento
El 21 de octubre de 1981, el S-178, al mando del capitán de tercer rango VA Marango, se encontraba en tránsito en superficie a 9 nudos (17 km/h), regresando a base tras dos días de pruebas de sonido. El estado del mar era 2 (olas de menos de un metro) y la visibilidad nocturna era ilimitada. El diésel de estribor se encontraba en reparación, por lo que la planta propulsora se alineó diésel de babor, motor eléctrico de estribor. Para mayor comodidad, los mecánicos y electricistas del diésel habían abierto las puertas estancas entre compartimentos. Además, los cocineros habían abierto otras puertas estancas para poder servir la cena.
A las 19:30 hora local, el S-178 recibió permiso para ganar tiempo entrando en la bahía del Cuerno de Oro, en el centro de Vladivostok, a través de un campo de entrenamiento de combate. El oficial del puerto que concedió ese permiso acababa de asumir la guardia y no sabía que el oficial que salía de la guardia había otorgado un permiso similar al buque de almacenamiento refrigerado RFS Refrizherator-13 para salir de la bahía del Cuerno de Oro a través del campo de entrenamiento de combate.
Los vigilantes del RFS-13 detectaron luces de navegación que pensaron que eran de un barco pesquero. Casi al mismo tiempo, el piloto del RFS-13 detectó un contacto en el radar que mostraba una distancia decreciente y una velocidad de rumbo cero, lo que indicaba un rumbo de colisión. En el S-178, el sonar informó de la detección de otro buque, pero ese informe se perdió en la atmósfera relajada que prevalecía en el submarino después de la cena.
Las " reglas de navegación " náuticas y las reglas de navegación en el puerto de Vladivostok coinciden en que el barco debe ceder el paso al submarino; sin embargo, el capitán VF Kurdyukov del RFS-13 decidió no cambiar de rumbo. Los vigías del S-178 no detectaron las luces de navegación del RFS-13 contra el fondo de las luces de Vladivostok hasta que el barco estuvo sobre ellos. El capitán dio las órdenes de "timón totalmente a la derecha" y "señalero, ilumine ese barco", pero demasiado tarde para que surtieran efecto.
A las 19:45, el Refrigerador-13 chocó contra el S-178 en un ángulo de 20-30 grados en el lado de babor del sexto compartimento a una velocidad de 8 nudos (15 km/h), abriendo un agujero de unos dos metros cuadrados de superficie. El sexto compartimento se inundó por completo en 15 a 20 segundos. El barco se inclinó bruscamente, arrojando al agua a los 11 hombres que estaban en el puente. La entrada de agua hizo imposible cerrar las puertas estancas entre los compartimentos sexto, quinto y cuarto. Aproximadamente 40 segundos después de la colisión, el S-178 había absorbido unas 130 toneladas de agua y se hundió. Tocó fondo, se inclinó 28 grados a estribor, en 31 metros de agua.
Dieciocho hombres murieron en el acto. Los 26 supervivientes de los compartimentos delanteros no pudieron detener la inundación del tercer compartimento, por lo que se retiraron al primero y segundo compartimentos aproximadamente media hora después del naufragio. Cuatro hombres quedaron atrapados en el séptimo compartimento, incluido el jefe de Estado Mayor de la brigada de submarinos, el capitán de segundo rango V. Y. Karavekov. Cuando la fuga en el séptimo compartimento alcanzó las 15 toneladas por hora, Karavekov tomó la decisión de escapar de ese compartimento y realizar un ascenso libre a la superficie. Sin embargo, no pudieron abrir la escotilla superior del tronco de escape. Más tarde se supo que no habían igualado la presión en la escotilla. Cuatro horas después, se cortó la comunicación con el séptimo compartimento.
En la superficie, el RFS-13 rescató a siete de los 11 hombres que habían sido arrojados desde el puente y a las 19:57 informó a las autoridades portuarias del accidente. A las 20:15 se alertó a las fuerzas de búsqueda y rescate y al lugar del accidente llegaron los vapores Zhigulis y Mashuk y el submarino de rescate del proyecto 940 Lenok BS-480 Komsomolets Uzbekistan.
A las 21:00 horas, la tripulación del RFS-13 localizó la boya de emergencia del S-178. A las 21:50 horas llegaron al lugar los barcos de salvamento. El vicealmirante Golosov comandó las operaciones de salvamento.
A las 08:45 del 22 de octubre, el Komsomolets Uzbekistan comenzó a intentar rescatar a la tripulación atrapada, pero localizar el submarino hundido llevó alrededor de 17 horas. El submarino de rescate se sumergió tres veces, sin éxito. Los buzos finalmente llegaron al S-178 el 23 de octubre a las 03:03. Para entonces, la tripulación atrapada había perdido la esperanza de ser rescatada y había comenzado a intentar ascensos libres. A las 20:30 del 23 de octubre, el capitán teniente Kubynin, el oficial de mayor rango entre los sobrevivientes, fue el último de la tripulación en abandonar el S-178. Tres hombres que llegaron a la superficie murieron más tarde, y otros tres que abandonaron el barco nunca fueron encontrados en la superficie; es posible que salieran a la superficie bajo barcos que maniobraban y que sus hélices los mataran. Su pérdida elevó el número de muertos a 31 hombres.
El 24 de octubre comenzaron los trabajos para sacar a flote el barco hundido. Primero, unos pontones lo elevaron hasta una profundidad de 15 metros y lo remolcaron hasta aguas poco profundas. Luego, los buzos retiraron los cuerpos de las víctimas. El 15 de noviembre de 1981, el S-178 fue sacado a flote. Después de que le quitaron los torpedos, lo pusieron en dique seco. Se consideró que la reparación era impracticable y fue puesto en servicio. Su comandante, el capitán de tercer rango Marango, y Kurdyukov, el capitán del RFS-13, fueron condenados a diez años de prisión.